# Banier

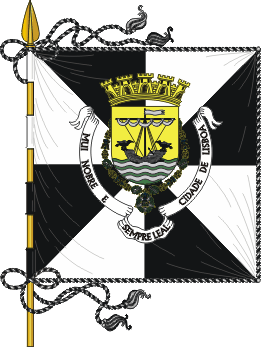
Voorbeeld van een banier: vlag van Lissabon

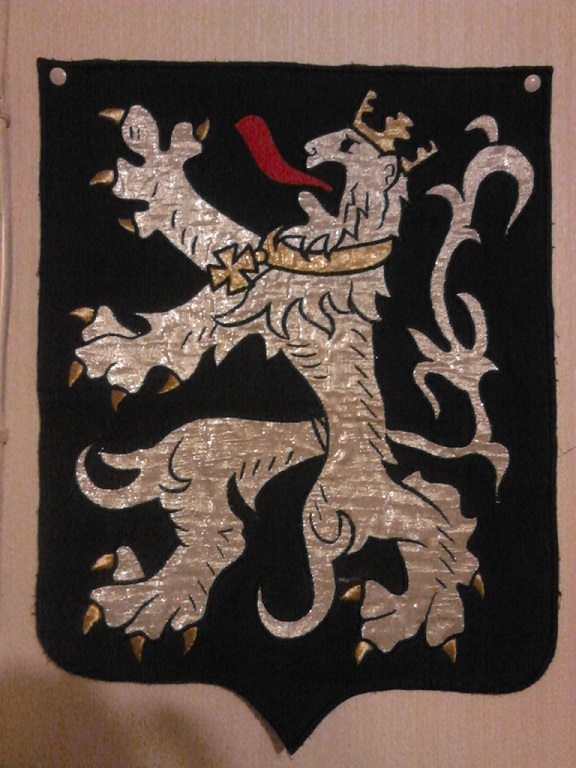
De Banier van Gent

Een banier is een vlag of ander stuk stof dat een symbool, logo, leuze of andere boodschap toont. In de vexillologie en heraldiek wordt de term 'banier' vooral gebruikt voor een vlag die alleen een wapen afbeeldt of alleen maar de elementen uit een wapenschild toont, waarbij alleen de vorm van het wapen is vervangen door de vorm van de vlag.